# 克利龙
克利龙（法語：Cliron，法語發音：[kliʁɔ̃]）是法国大東部大區阿登省的一个市镇，属于沙勒维尔-梅济耶尔区。

## 地理
克利龙（49°48'39"N, 4°36'48"E）面积6.18 平方千米，位于法国大東部大區阿登省，该省份为法国北部内陆省份，西接埃纳省，南至马恩省，东临默兹省，北与比利时接壤。
与克利龙接壤的市镇（或旧市镇、城区）包括：阿勒、昂莱穆瓦讷、欧德勒西、洛尼、蒙科尔内、朗韦、图尔讷。

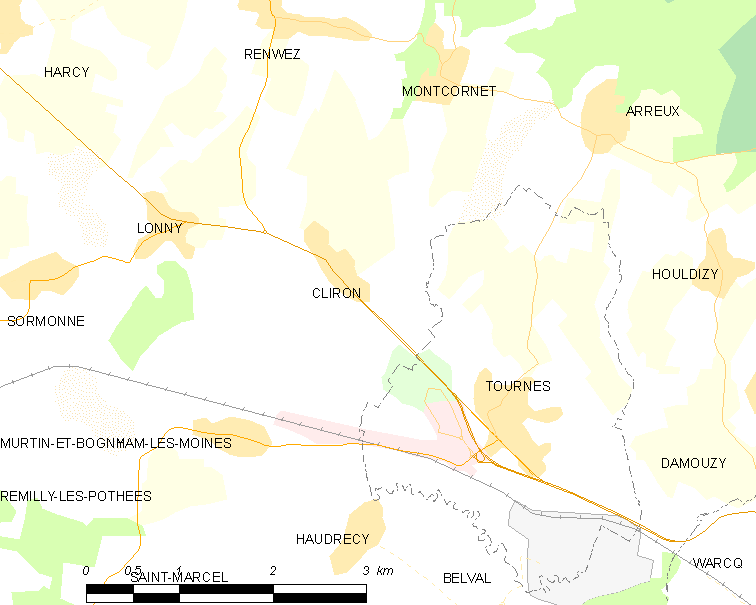
克利龙的OSM定位图

克利龙的时区为UTC+01:00、UTC+02:00（夏令时）。

## 行政
克利龙的邮政编码为08090，INSEE市镇编码为08125。

## 政治
克利龙所属的省级选区为沙勒维尔-梅济耶尔第一县。

## 人口

1962-2008年间克利龙人口变化图示

克利龙于2022年1月1日时的人口数量为412人。